# L'Emploi du temps (roman)
Pour les articles homonymes, voir L'Emploi du temps.
L'Emploi du temps est un roman français de Michel Butor paru en 1956 et ayant reçu le prix Fénéon l'année suivante.

## Résumé
L'Emploi du temps est le récit de la vie d'un jeune Français, Jacques Revel, effectuant un stage d'un an dans la société Matthews and Sons dans la ville imaginaire de Bleston-on-Slee, en Grande-Bretagne. Revel fait lui-même le récit des évènements qui lui arrivent pendant cette période d'un an, écrivant sur des feuilles de papier vierge sur lesquelles il note la date de chaque jour.
Il commence son récit le jeudi 1er mai, racontant sa vie à partir de son arrivée le 1er octobre précédent. Il n'écrit que les jours de semaine : du lundi au vendredi. Cela entraîne de nombreuses ellipses et retours en arrière que l'auteur utilise pour « perdre » son lecteur dans une histoire multiforme.
On suit ainsi les pensées écrites du narrateur Jacques Revel, qui croit notamment être responsable d'une tentative d'assassinat, qui dénoue des ficelles peut-être imaginaires de la vie des habitants de Bleston. De fait, la ville de Bleston se veut un personnage principal du roman.

## Autre
- L'Emploi du temps peut être considéré comme un bon exemple du mouvement du nouveau roman, romans des années 1950 en France assez expérimentaux et refusant d'accorder à l'intrigue une place primordiale.